# Oecetis accola
Oecetis accola är en nattsländeart som beskrevs av Arturs Neboiss 1989. Oecetis accola ingår i släktet Oecetis och familjen långhornssländor. Inga underarter finns listade i Catalogue of Life.